# Luca Tomasig
Luca Tomasig (Gorizia, 11 marzo 1983) è un ex calciatore italiano, di ruolo portiere.

## Carriera

### Giovanili
Inizia a giocare a pallone nelle giovanili dell’US Isontina, per poi passare al Donatello.

### Club
Nel 2005-2006 fa parte della rosa del Cagliari in serie A, senza collezionare presenze.
Dopo alcune stagioni in terza e quarta serie, passa all'AlbinoLeffe in Serie B. Il 25 giugno 2012 torna in compartecipazione alla Reggiana.
Alla fine della stagione 2012-2013 rimane svincolato, e il 2 settembre 2013 viene messo sotto contratto dal Novara.

## Statistiche

### Presenze e reti nei club
| Stagione           | Squadra            | Campionato         | Campionato | Campionato | Coppe nazionali | Coppe nazionali | Coppe nazionali | Coppe continentali | Coppe continentali | Coppe continentali | Altre coppe | Altre coppe | Altre coppe | Totale | Totale |
| Stagione           | Squadra            | Comp               | Pres       | Reti       | Comp            | Pres            | Reti            | Comp               | Pres               | Reti               | Comp        | Pres        | Reti        | Pres   | Reti   |
| ------------------ | ------------------ | ------------------ | ---------- | ---------- | --------------- | --------------- | --------------- | ------------------ | ------------------ | ------------------ | ----------- | ----------- | ----------- | ------ | ------ |
| 2006-2007          | Catanzaro          | C2                 | 1          | -1         | CI-C            | 4               | -2              |                    | -                  | -                  | -           | -           | -           | 5      | -3     |
| 2007-2008          | Reggiana           | C2                 | 1          | 0          | CI-C            | 10              | -13             | -                  | -                  | -                  | SL-C2       | 1           | -1          | 12     | -14    |
| 2008-2009          | Reggiana           | 1D                 | 12+2       | -10 + -8   | CI+CI-LP        | 0+1             | -1              | -                  | -                  | -                  | -           | -           | -           | 15     | -19    |
| 2009-2010          | Reggiana           | 1D                 | 33+2       | -37 + -2   | CI+CI-LP        | 2+0             | -2              | -                  | -                  | -                  | -           | -           | -           | 37     | -41    |
| 2010-2011          | AlbinoLeffe        | B                  | 36         | -55        | CI              | 0               | 0               | -                  | -                  | -                  | -           | -           | -           | 36     | -55    |
| 2011-2012          | AlbinoLeffe        | B                  | 16         | -28        | CI              | 2               | -6              | -                  | -                  | -                  | -           | -           | -           | 18     | -34    |
| Totale AlbinoLeffe | Totale AlbinoLeffe | Totale AlbinoLeffe | 52         | -83        |                 | 2               | -6              |                    | -                  | -                  |             | -           | -           | 54     | -89    |
| 2012-2013          | Reggiana           | 1D                 | 25         | -37        | CI+CI-LP        | 0               | 0               | -                  | -                  | -                  | -           | -           | -           | 25     | -37    |
| Totale Reggiana    | Totale Reggiana    | Totale Reggiana    | 71+4       | -84 + -10  |                 | 13              | -16             |                    | -                  | -                  |             | 1           | -1          | 89     | -111   |
| 2013-2014          | Novara             | B                  | 1          | -2         | CI              | -               | -               | -                  | -                  | -                  | -           | -           | -           | 1      | -2     |
| Totale carriera    | Totale carriera    | Totale carriera    | 125+4      | -170 + -10 |                 | 19              | -24             |                    | -                  | -                  |             | 1           | -1          | 149    | -205   |

## Palmarès

### Club

#### Competizioni nazionali
- Serie D: 1

Belluno: 2002-2003
- Serie C2: 1

Reggiana: 2007-2008
- Supercoppa di Lega di Seconda Divisione: 1

Reggiana: 2008